# Sam Matekane
Samuel Ntsokoane Matekane, soprannominato Sam (Mantšonyane, 15 marzo 1958), è un imprenditore e politico lesothiano, primo ministro del Lesotho dal 28 ottobre 2022.
Fondatore del Matekane Group of Companies (MGC), ha vinto le elezioni generali del 2022 con il partito Rivoluzione per la Prosperità, da lui costituito all'inizio dello stesso anno.

## Biografia

### Formazione e carriera

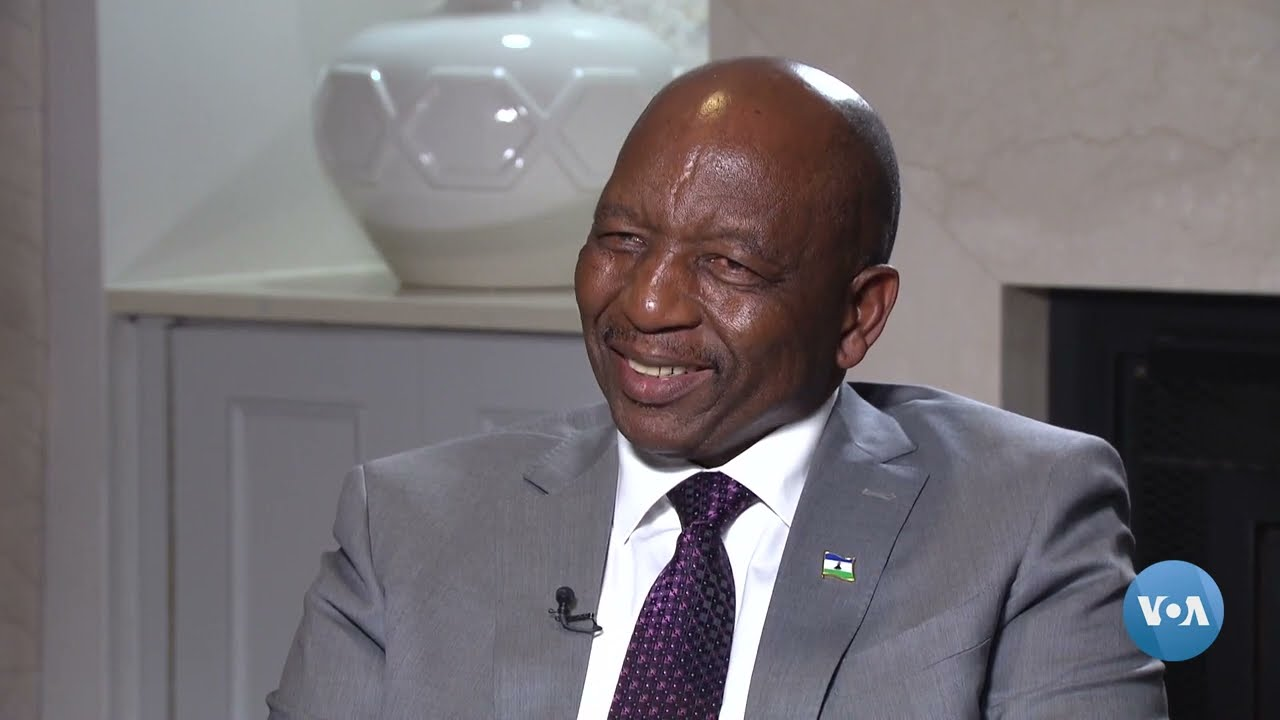
Sam Matekane nel dicembre 2022 in un'intervista rilasciata a VOA Africa

È nato nel 1958, settimo dei quattordici figli di Hoohlo e di Mantuba. Ricevette un'educazione cattolica ed entrò alla Bocheletsane Primary School del villaggio di Mantšonyane, per poi frequentare la 'Mabathoana High School di Maseru, dove ottenne il Certificato Junior. Timothy Nhlapho gli fece da mentore in ambito imprenditoriale e nel 1980 iniziò a lavorare come allevatore commerciale di asini.
Nel 1986 aprì una fabbrica di blocchi di cemento, la Matekane Transport and Plant Hire, per poi investire nella costruzione stradale. Nel 1992 instaurò la società ombrello Matekane Group of Companies (MGC), per altre iniziative imprenditoriali. Nel 2004 divenne subappaltatore della Letšeng Diamond Mine, aprendo la Matekane Mining Investment Company, e iniziò a lavorare nell'ambito dell'aviazione, quando fondò la Matekane Aviation nel 2009.
L'MGC opera anche in ambito agricolo, farmaceutico, nel settore della cannabis per fini medici e in quello immobiliare con la Matekane Properties. Gestisce dal 2006 attività agricole in Sudafrica con la MGC Express. Alcuni osservatori politici hanno attribuito al successo degli affari di Matekane la concessione di appalti da parte del governo, durante il premierato di Pakalitha Mosisili.
Istituì la Sam Matekane Foundation nel novembre 2020, per ridurre la disoccupazione e la povertà in Lesotho attraverso progetti comunitari agricoli. Nel gennaio 2021, durante la pandemia di COVID-19, lanciò l'organizzazione Sesiu Sa Letšoele Le Beta Poho, per acquistare, con le donazioni provenienti dal settore privato, vaccini e attrezzature di laboratorio.

### Ascesa politica

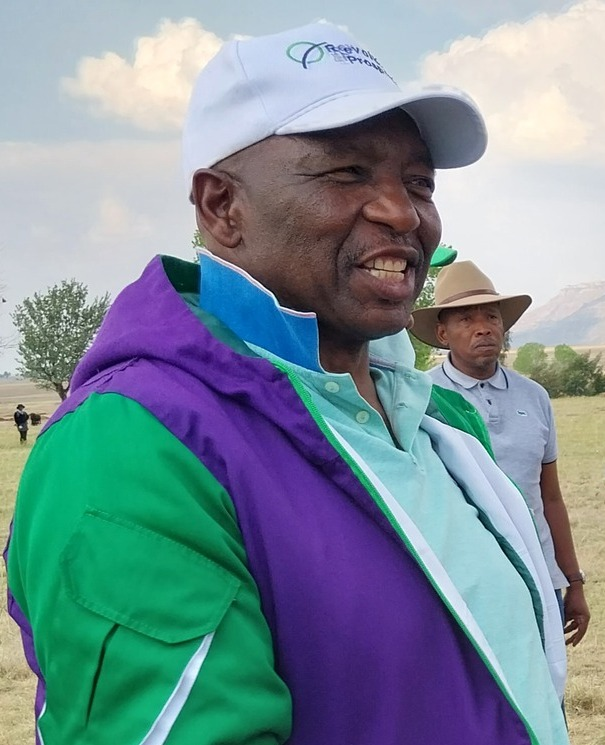
Sam Matekane nel settembre 2022

Matekane scese in politica nel marzo 2022, come fondatore del partito Rivoluzione per la Prosperità, dichiarando di voler favorire la crescita economica del Lesotho per evitare il fallimento del paese. Affermò di voler affrontare il debito pubblico e la disoccupazione sfruttando le proprie capacità d'imprenditore.
Fu candidato alle elezioni generali il 7 ottobre 2022, ottenendo 56 seggi nell'Assemblea Nazionale con il 38,81% dei voti. Mediando con gli altri due partiti principali, Alleanza dei Democratici e Movimento per il Cambiamento Economico, ottenne 65 seggi. Dichiarò di voler combattere la corruzione e di voler depoliticizzare l'esercito, riferendosi ai colpi di Stato avvenuti in passato.
A tal proposito, prima che diventasse premier, negò che le nuove uniformi donate dalla sua fondazione all'esercito e alla polizia avessero come obiettivo l'assicurarsi il consenso delle forze dell'ordine per facilitare la sua ascesa al potere.

### Primo ministro del Lesotho

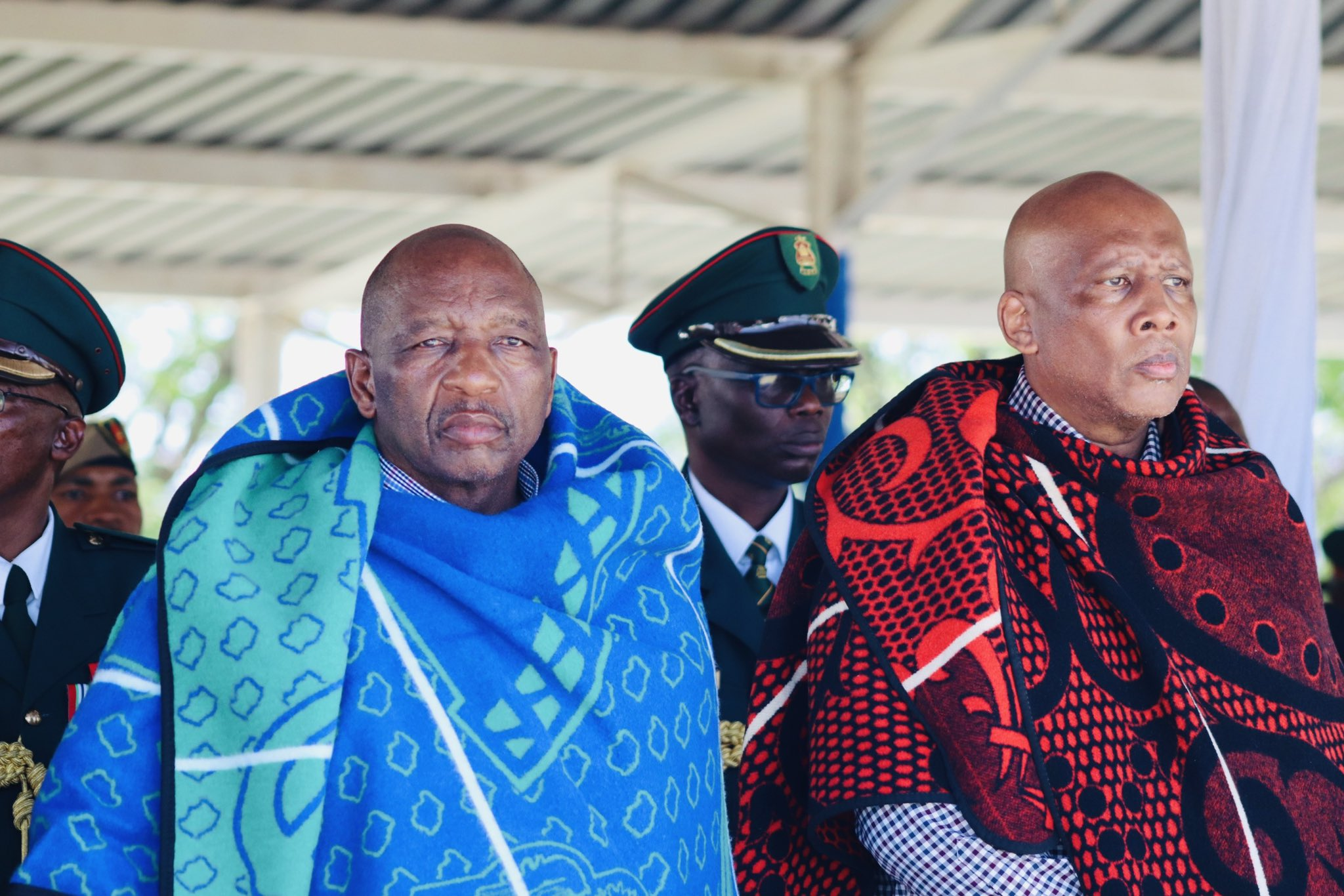
Sam Matekane con Letsie III nel 2023

Il 28 ottobre 2022, alla sua cerimonia d'insediamento nello Stadio Setsoto di Maseru (finanziata da egli stesso a causa della mancanza di fondi da parte del governo uscente), presentò un piano formato da 20 punti da attuare nei primi 100 giorni di governo. Il piano d'azione è scaduto il 5 febbraio 2023, con il raggiungimento di una piccola parte degli obiettivi prefissati, portando l'opposizione ad accusare il governo di inattitudine.
All'aumentare del tasso di criminalità e con l'omicidio del giornalista Ralikonelo Joki a maggio, Matekane fu accusato di aver rallentato il processo di sviluppo del Lesotho. Al centro delle polemiche fu la ritardata approvazione dell'Omnibus Bill, un ddl che prevede, tra le altre cose, la depoliticizzazione della burocrazia e la stabilizzazione del parlamento. Secondo i suoi oppositori, Matekane non avrebbe considerato la proposta di legge in modo tale da guadagnare il tempo necessario per nominare personalmente i dipendenti della pubblica amministrazione.
Il 22 giugno ha lanciato l'Entrepreneurship Hub e il Seed Financing Facility, due iniziative indirizzate allo sviluppo di quindici Organizzazioni di Supporto all'Imprenditorialità (ESO) e a incubare 500 startup, per fare del settore privato in Lesotho un fattore di crescita economica. Il progetto è finanziato dalla Banca Mondiale con 45 milioni di dollari in forma di prestito agevolato e 7,5 milioni di sovvenzione. Il 22 settembre si è rivolto all'Assemblea generale delle Nazioni Unite, richiedendo all'ONU maggior supporto ai paesi meno sviluppati.
Il 16 ottobre, undici partiti politici presentarono una mozione di sfiducia contro Matekane, richiedendo la sua rimozione dalla carica di primo ministro. È rimasto in carica grazie al Basotho Action Party, che si è unito alla coalizione di governo permettendogli di godere nuovamente della maggioranza dei seggi in parlamento.

## Vita privata
Ha sei figli e sette nipoti.

## Premi
- Forbes Best of Africa Entrepreneur Award, assegnatogli dal Foreign Investment Network (FIN) in collaborazione con Forbes, agosto 2021;[2][3]
- Lifetime Achievement Award, assegnatogli dagli African Business Leadership Awards 2022.[3]